# Haidingerita
La haidingerita és un mineral de la classe dels fosfats. Va rebre el nom el 1827 per Edward Turner en honor a Wilhelm Karl von Haidinger [5 de febrer de 1795 a Viena, Àustria - 19 de març de 1871 a Dornbach, Àustria]. Haidinger va ser deixeble de Friedrich Mohs i va traduir algunes de les seves obres. Va ser un investigador i autor prolífic.

## Característiques
La haidingerita és un arsenat de fórmula química Ca(AsO₃OH)(H₂O). Cristal·litza en el sistema ortoròmbic. La seva duresa a l'escala de Mohs oscil·la entre 2 i 2,5. Es pot confondre fàcilment amb el guix.
Segons la classificació de Nickel-Strunz, la haidingerita pertany a «02.CJ: Fosfats sense anions addicionals, amb H₂O, només amb cations de mida gran» juntament amb els següents minerals: estercorita, mundrabil·laïta, swaknoïta, nabafita, nastrofita, vladimirita, ferrarisita, machatschkiïta, faunouxita, rauenthalita, brockita, grayita, rabdofana-(Ce), rabdofana-(La), rabdofana-(Nd), tristramita, smirnovskita, ardealita, brushita, churchita-(Y), farmacolita, churchita-(Nd), mcnearita, dorfmanita, sincosita, bariosincosita, catalanoïta, guerinita i ningyoïta.

## Formació i jaciments
Va ser descoberta a la localitat de Jáchymov, situada al districte de Karlovy Vary (Regió de Karlovy Vary, República Txeca), on es troba en forma de cristalls blancs radials. També ha estat descrita a França, Alemanya, Grècia, Suïssa, el Marroc, Rússia i els Estats Units.